# Zenillia takanoi
Zenillia takanoi là một loài ruồi trong họ Tachinidae.